# Jessika Carr
Jessika Heiser (Baltimora, 25 giugno 1991) è una wrestler professionista e arbitra di wrestling statunitense sotto contratto con la WWE, dove lavora come arbitra nel brand SmackDown con il ring name Jessika Carr, e come lottatrice nel brand di sviluppo Evolve con il ring name Kalyx.
Dopo aver firmato con la compagnia nel 2017, Heiser è diventato il primo arbitro femminile WWE dal 1980. È conosciuta anche con i ringname Jessie Kaye e Kennadi Brink, utilizzati nel circuito indipendente e durante la sua permanenza nella Maryland Championship Wrestling.

## Biografia
Da adolescente, Heiser era in sovrappeso; considera quindi il suo amore per il wrestling e il desiderio di diventare una lottatrice come "la sua fuga" e la sua ispirazione a cambiare. Con l'aiuto di un wrestler professionista locale, che successivamente ha firmato un contratto di sviluppo con la WWE, è stata in grado di perdere circa 27 chili e diventare un atleta.

## Carriera

### Wrestler (2011-2017; 2025-presente)
Nel mese di luglio 2010, Jessika Heiser iniziò ad allenarsi regolarmente presso la Duane Gill’s Academy of Professional Wrestling a Severn, Maryland. Il 28 aprile 2012 vinse il DCW Women’s Championship con il ring name Jessie Kaye. Il 2 giugno 2013, è diventata la prima VOW Vixen's Champion. Il 7 settembre 2013, è diventata la prima ECWA Women's Champion. Durante l'episodio del 21 ottobre 2016 di Women of Honor, Heiser ha fatto il suo debutto in Ring of Honor sotto il ring name Kennadi Brink in un match contro Rachael Ellering.
Durante l'episodio del 26 marzo 2025 dello show di sviluppo della WWE Evolve, Jessika Heiser ha debuttato con il ring name Kalyx perdendo in un tag team match con Haze Jameson contro Aria Bennett e Layla Diggs. In questo show si esibisce indossando una maschera nera sul volto in modo da continuare parallelamente la sua carriera arbitrale a SmackDown e nei premium live event del main roster.

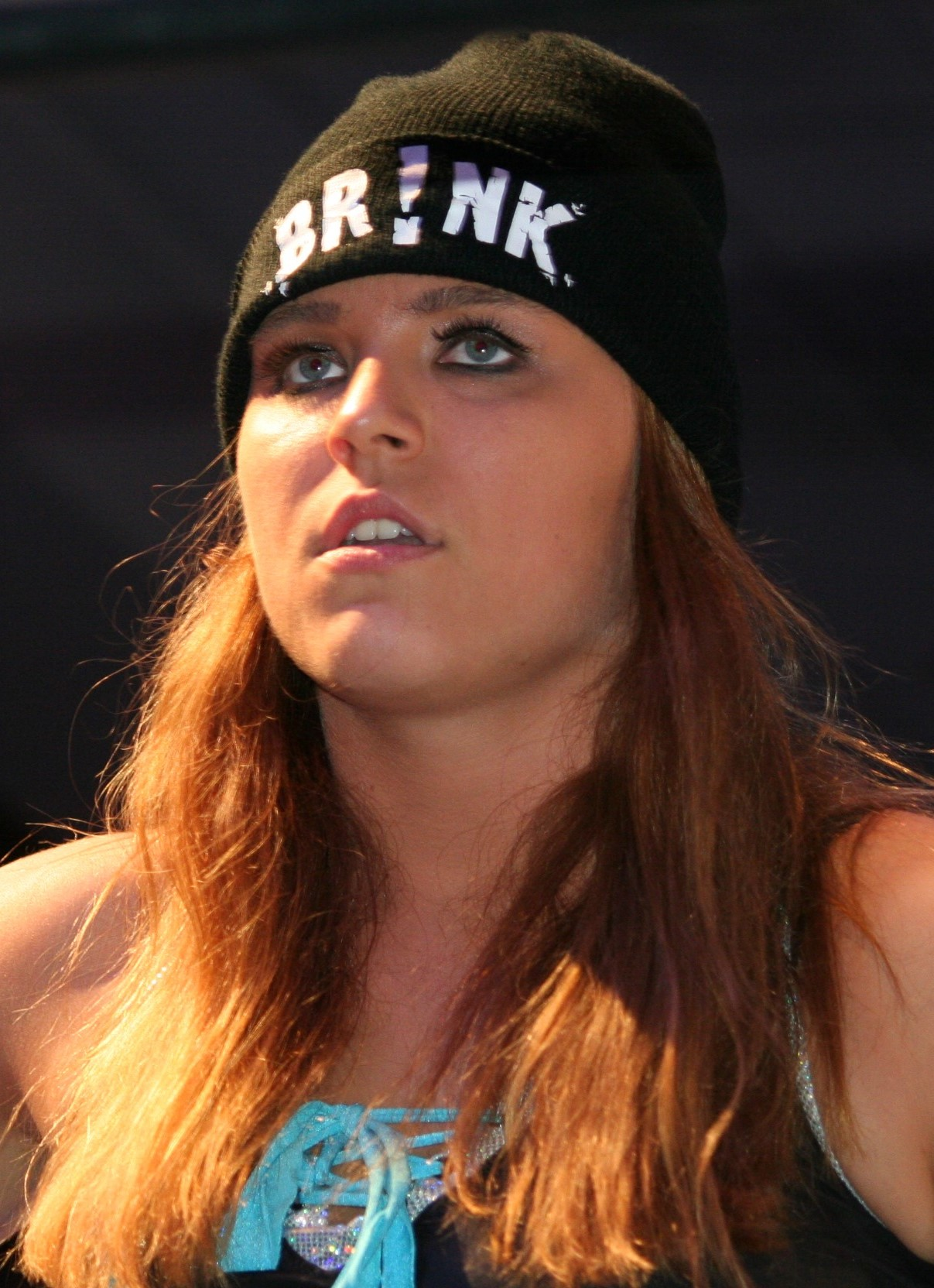
Jessika Heiser (con il ring name Kennadi Brink) all'evento Wrestlecon Women's Supershow del 31 marzo 2017

### Arbitro di wrestling (2017-presente)
Nel 2017, Heiser firmato con la WWE come arbitro sotto il ring name Jessika Carr. Divenne la prima arbitra della WWE dopo Rita Chatterton negli anni '80. Il 21 ottobre 2021, Carr ha arbitrato all'evento Crown Jewel, diventando la prima donna ad arbitrare un match di wrestling in Arabia Saudita, oltre a diventare la prima donna ad arbitrare un Hell in a Cell match.

## Vita privata
Jessika Heiser attribuisce alcune influenze nel suo stile di combattimento a The Rock, The Undertaker, Trish Stratus e Mickie James.

## Titoli e riconoscimenti
- Dynamite Championship Wrestling
  - DCW Women's Championship (1)[6]
- Vicious Outcast Wrestling
  - VOW Vixen's Championship (1)[7]
- East Coast Wrestling Association
  - ECWA Women's Championship (1)[8]
- Pro Wrestling Illustrated
  - 47ª tra le 50 migliori wrestler femminili nella PWI Female 50 (2014)[13]